# Estação El Carmel

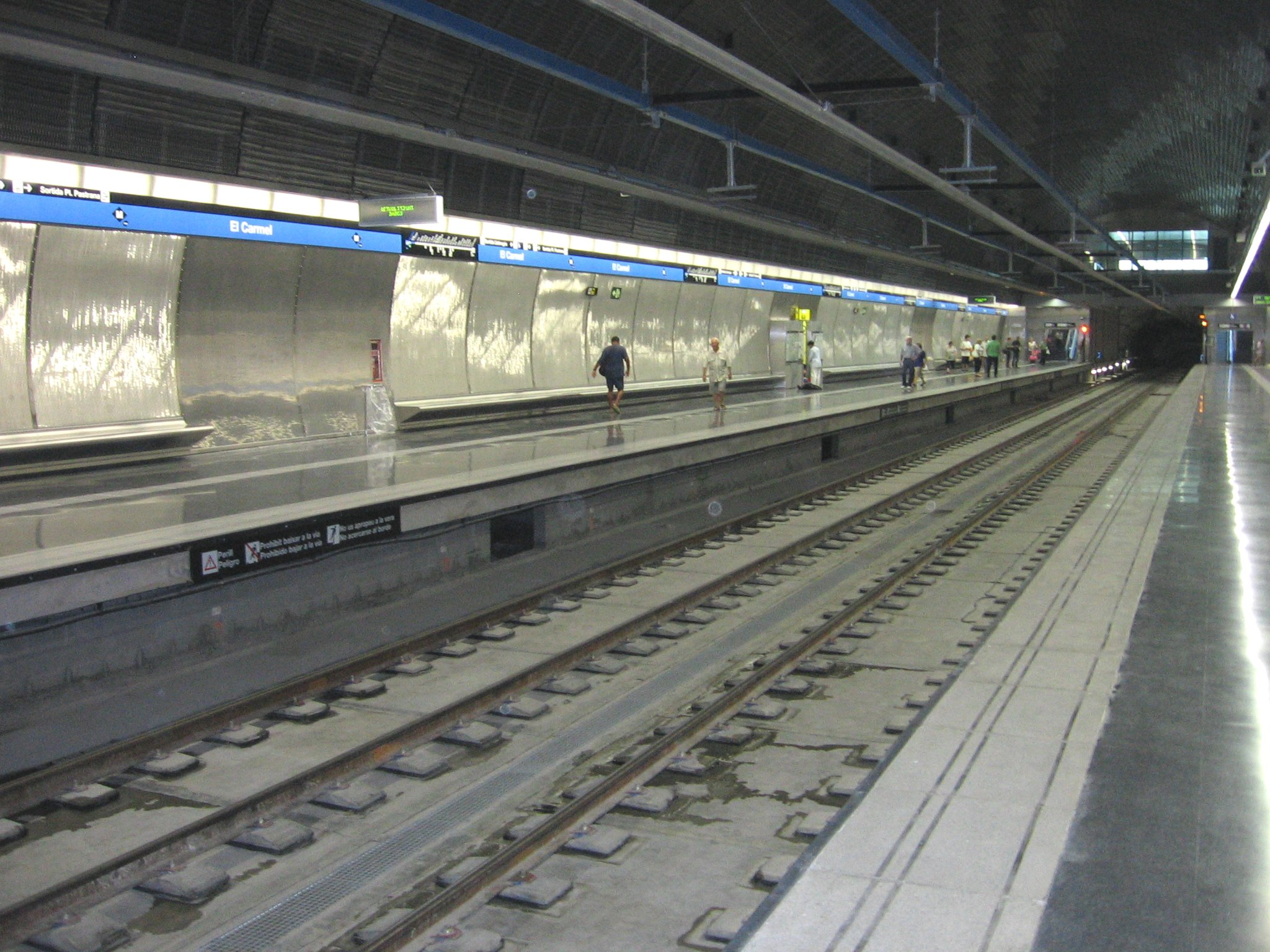
Estação de metrô El Carmel

El Carmel é uma estação da linha 5 do metro de Barcelona. Está situada no bairro de El Carmelo, no distrito de Horta-Guinardó, em Barcelona. Está equipada com elevadores e escadas rolantes. A estação entrou em serviço em 30 de julho de 2010, como parte da nova secção da Horta para Vall d'Hebron.
A estação está situada entre as ruas Llobregós e Jadraque, com um comprimento total de 153 metros. Tem duas saídas, uma na rua Llobregós (junto ao Mercado Municipal) e outra na praça Pastrana. 

## Localização
- Barcelona;  Espanha,  Catalunha.